# Histoire de la philosophie (discipline)
Cet article concerne la discipline nommée « Histoire de la philosophie ». Pour l'histoire des doctrines philosophiques, voir Histoire de la philosophie.
 (septembre 2016).
Améliorez-le ou discutez des points à vérifier. 
 (avril 2010).
Si vous disposez d'ouvrages ou d'articles de référence ou si vous connaissez des sites web de qualité traitant du thème abordé ici, merci de compléter l'article en donnant les références utiles à sa vérifiabilité et en les liant à la section « Notes et références ».
L’histoire de la philosophie est une discipline philosophique à part entière qui occupe une grande place dans l’enseignement universitaire français. Cette importance lui a été accordée au début du XIXe siècle par Victor Cousin, philosophe et ministre de l’Instruction publique en 1840.

## Plusieurs points de vue
Dès le début de l’Antiquité se pose la question de l’histoire de la philosophie. Deux points de vue opposés peuvent être dégagés, mais uniquement si l'on effectue une lecture "en diagonale" de l'histoire de la philosophie : l'histoire de la philosophie est conçue soit comme marche vers la vérité, soit noyée dans le relativisme si l'on reste sur cette lecture diagonale.
La philosophie est l'une des disciplines littéraires les plus complexes qui existent car étoffée par de nombreux philosophes de tous bords depuis des milliers d'années. Aussi une lecture aussi simpliste et rapide de la philosophie serait bien plus caricaturale qu'exacte.

### Marche vers la vérité
Pour Aristote, la philosophie, malgré ses errances, marche toujours vers la vérité, car la réalité nous contraint à corriger les erreurs de nos devanciers[réf. nécessaire]. Aristote examine donc les pensées des premiers philosophes), mais la philosophie d'Aristote se voit ensuite déformée par les philosophes occidentaux. En effet la question de l'être d'Aristote, est alors passée de question ontologique à théologique, comme le rapporte Heidegger, dans "Etre et temps" (traduit de l'Allemand "Sein und Zeit"). Si l'on se fie aux interprétations des dires des premiers philosophes par de plus récents philosophes sans chercher à étudier la véracité de leur propos, -tout comme l'on se doit de faire à propos de n'importe quel propos, ce qui est un principe fondamental de la philosophie posé par Socrate, qui somme les habitants d'Athènes de se questionner sur ce qu'ils pensent réellement pouvoir assurer savoir. D'où sa célèbre citation "Tout ce que je sais, c'est que je ne sais rien", qui se veut pour Socrate de pointer du doigt l'ignorance des hommes qui, confortés dans leur certitudes et impressions d'être les meilleurs êtres vivants qui ne pourrait jamais exister, dans leur "divine" prétention, vivants dans une opulence sans nom, de les ramener à la réalité de leur existence, qui se veut éphémère et insignifiante aux yeux de l'univers. Les propos de Socrate, qui n'ayant rien écrit de son vivant à ce sujet, sont relatés et mis à l'écrit par ces disciples, Platon et Xénophobon. Ces propos qui dérangeait d'ailleurs les bourgeois et bousculaient les Doxa (Idées admises par la masse sans la moindre vérification ou questionnement préalable), lui ont valu une condamnation à mort, car il dérangeait le confort de vie des habitants d'Athènes. Il but alors la Ciguë devant ses derniers. - l'on peut vite prendre la philosophie pour ce qu'elle n'est pas. La cohérence de la philosophie,[Quoi ?] se tient au fait que la méthode appliquée reste la même, partant de n'importe quel mot, concept, certitude ou questionnement, pour amener de multiples nouvelles pistes d'investigations qui ouvrent chacune de nouveaux et multiples questionnements, divisant chaque problématique en le plus de questionnements possibles. Le tout peut se comparer visuellement à la structure d'un arbre de bas en haut, divisant son tronc en plusieurs branches puis lesdites branches en nouvelles branches, ce qui peut rappeler l'agencement du modèle de l'arbre de la métaphysique de René Descartes,
L'intérêt de la Philosophie n'est pas de savoir qui détient la vérité ou qui a raison, bien que certains philosophes dégagent en effet ces tendances. Mais de bousculer sa propre conscience et celles des autres, afin de savoir remettre en question tout, et d'être le genre de personne éclairée qui ne prend aucune affirmation comme argent comptant,,.

### Relativisme philosophique
Si l’on prend conscience de la diversité des systèmes et de leurs différences souvent irréductibles, il semble que l’on soit contraint de discréditer toute pensée et que l’on soit réduit au relativisme le plus extrême. Cet argument fut utilisé très tôt par les premiers sceptiques ; le raisonnement est que l’on ne saurait décider dogmatiquement quel philosophe a raison, car il y en a toujours un autre qui a soutenu, qui soutient ou qui soutiendra le contraire. D’où l’on devrait conclure que tous se trompent et qu’il n’y a pas de vérité dans le devenir historique de l’humanité. Cet argument porterait également contre tous les dogmes religieux. La simplicité du raisonnement et sa clarté paraissent irréprochables. L’argumentation serait pourtant fallacieuse, comme on le verra plus loin avec la philosophie de l'histoire de Hegel.

## Problématique de cette discipline
Peut-on penser un devenir de la pensée qui ne soit pas autodestructeur ? La philosophie et l’histoire peuvent-elles être pensées ensemble sans que l’une ou l’autre ne disparaisse ? Faut-il choisir entre une philosophie éternelle de type platonicienne et un relativisme historique sceptique ou nihiliste ?
Une telle mise en question est dirigée contre le concept de vérité, et non contre la cohérence et l’élaboration d’un discours (de type philosophique ou religieux), ou d’une théorie (de type scientifique). Par exemple, un système logique peut être cohérent ; mais selon quel critère peut-il être dit vrai ?
Un des pièges dans lesquels on tombe souvent lorsqu'on écrit l'Histoire, c'est d'interpréter une période, surtout lointaine, avec nos mentalités d'aujourd'hui. L'oubli, conscient ou inconscient, d'un événement, peut dénaturer notre perception de la réalité historique. Ceci est encore plus vrai dans l'histoire de la philosophie. Il est donc important à la fois de restituer les personnages et l'enchaînement des événements dans leur contexte historique, et d'avoir une vision panoramique qui n'ignore aucune des périodes de l'histoire, et s'attache à tous les aspects de l'histoire d'une période (art, sciences, techniques, modes de diffusion de l'information, croyances, politique...)
Les obstacles que l'on rencontre fréquemment sont des préjugés, ou des croyances populaires erronées (voir doxa), qui, participant aux représentations sociales, n'en sont pas moins un miroir déformant de la réalité.
Parvenir jusqu'aux profondeurs des origines de la philosophie est une autre difficulté, car souvent les sources manquent (voir présocratiques).
Un autre risque est celui de la contingence : on oubliera un personnage ou un événement clés qui auraient pu être déterminants dans l'évolution historique. Par exemple, Gerbert d'Aurillac, Averroès, sur les acquisitions ultérieures des connaissances.
On peut aussi interpréter la pensée d'un philosophe d'une façon franco-centrée, ou employer involontairement des termes ambigus.

## Perspectives contemporaines
Diverses réponses ont été apportées à ces questions :
Pour comprendre l’histoire de la philosophie, il faut commencer par rappeler comment cette discipline s’est constituée.
Pour Hegel, le relativisme est un prétexte ordinaire, qui permet de négliger le sérieux du travail philosophique. Selon lui, le raisonnement sceptique est faux : « Une seule philosophie peut donc être vraie. Or, comme les philosophies sont diverses, on en conclut que les autres sont nécessairement erronées. » Ce qui est remarquable, c’est que ce raisonnement suppose qu’il y a une vérité unique, autrement dit, son point de départ nie sa conclusion. Aussi, la thèse que « la philosophie est la science objective de la vérité » est-elle paradoxalement admise par le relativiste.
Marx et Engels pensent à la fois que l’Histoire obéit à des lois (lois de la dialectique), et que les sciences et la culture font partie des superstructures de la société. Cette apparente contradiction est critiquée par Popper, mais Sartre tente dans la Critique de la raison dialectique de la résoudre en donnant un sens à la citation : « Ce sont les hommes qui font leur histoire ».

## Devenir de la philosophie: tradition continentale et philosophie analytique
La légitimité et la place d’une telle discipline sont problématiques, si l’on se souvient que la philosophie est censée poser des questions fondamentales, que l’on pourrait qualifier d’intemporelles : il ne semble pas nécessaire d’étudier l’histoire de la philosophie, et il suffirait d’étudier simplement les questions qui se posent à nous aujourd’hui.
La philosophie continentale (expression qui désigne les philosophes français et allemands, et plus spécialement ceux qui se réclament de la phénoménologie) privilégie la tradition des auteurs, notamment par un travail d’interprétation qui constitue bien souvent l’essentiel de la formation universitaire. Pour avoir un point de comparaison, il faut savoir que les philosophes anglo-saxons sont plutôt formés d’après des problèmes philosophiques précis (langage, corps et esprit, etc.) et sont sans doute plus critiques que les "continentaux" envers les "classiques" .
On peut très schématiquement dire qu’une opposition s’est constituée entre une philosophie assez relativiste (postmodernisme par exemple), qui ne croit plus en la vérité (qui serait une illusion, ou l’instrument d’un pouvoir religieux ou politique), et dont l’activité principale est surtout d’élucider l’histoire de la pensée (hypothétique fin de la métaphysique par exemple) ; et une philosophie plus ou moins logique, poussée vers une sorte de néo-scolastique par sa tendance rationaliste ; ce dernier courant de pensée oscille entre réalisme et nominalisme, et les problèmes philosophiques qu’elle se pose la rattachent particulièrement à des auteurs comme Aristote (cf. par exemple Anscombe) ou Guillaume d'Ockham.
On voit donc que les problèmes posés par le devenir de la pensée ne sont pas du tout résolus.